# كريستوفر لويس مكينتوش جونسون
كريستوفر لويس مكينتوش جونسون (بالإنجليزية: Christopher Louis McIntosh Johnson)‏ هو صحفي واقتصادي بريطاني، ولد في 12 يونيو 1931 في ثورنتون هيث ‏ في المملكة المتحدة، وتوفي في 14 ديسمبر 2012.